# نيكول فوكس
نيكول فوكس (بالإنجليزية: Nicole Fox)‏ هي عارضة أمريكية، ولدت في 6 مارس 1991 في مقاطعة بولدر في الولايات المتحدة.

## وصلات خارجية
- نيكول فوكس على موقع IMDb (الإنجليزية)
- نيكول فوكس على موقع ألو سيني (الفرنسية)
- نيكول فوكس على موقع أول موفي (الإنجليزية)
- نيكول فوكس على موقع كينوبويسك (الروسية)
- نيكول فوكس على موقع دليل عارضات الأزياء (الإنجليزية)